# Calle Estado (Rancagua)
La calle Estado, también llamada calle del Estado o paseo del Estado, es una arteria urbana que cruza el centro de la ciudad de Rancagua, en Chile. Se caracteriza por sus construcciones que datan del tiempo de la Colonia.

## Ubicación
La Calle Estado cruza el plano damero de la ciudad, y tiene un largo de 8 manzanas. Se compone por dos tramos; uno para tránsito vehicular y otro peatonal; el primero se extiende desde la Alameda por el norte hasta la calle Cuevas, frente a los centros comerciales Open Rancagua y Mall Vivo (ex Mall del Centro) y a la Iglesia de la Merced. El segundo tramo se inicia desde la Plaza de los Héroes, en el centro del damero, hasta la Avenida Millán en el sur.

## Historia
En la época fundacional de la ciudad, la entonces llamada calle del Rey era el centro de la actividad urbana, y en ella se ubicaban grandes casas de familias importantes, como la Casa del Ochavo y la Casa del Pilar de Esquina, las cuales actualmente conforman el Museo Regional de Rancagua.
Con la Independencia de Chile, la calle del Rey pasó a denominarse calle del Estado, debido al reemplazo de la Monarquía Hispánica por el Estado de Chile como Estado regente.
En 1830 el Cabildo decidió enladrillar la vereda de calle Estado, desde la Plaza de los Héroes hacia el sur (lo que es actualmente el paseo peatonal). El Cabildo también decidió en el año 1843 establecer un alumbrado público en la calle Estado, basado en la tecnología de la época: faroles de cristal con ganchos de fierro y velas.
En 1903 se autorizó la implementación de un sistema de tranvías por las calles Estado e Independencia, proyecto que fue concretado en 1919. 
El tramo peatonal de la calle Estado fue terminado a fines del año 2006.

## Hitos
| Hitos patrimoniales y culturales del Paseo Estado | Hitos patrimoniales y culturales del Paseo Estado | Hitos patrimoniales y culturales del Paseo Estado |
| ------------------------------------------------- | --- | ------------------------------------------------- |
| Iglesia de La Merced                              | Una cuadra al norte de la Plaza de Los Héroes está ubicada la Iglesia de la Merced, cuya construcción data desde el siglo XVIII y es conocida por el importante papel histórico en la Batalla de Rancagua, lugar desde donde el padre de la patria, Bernardo O'Higgins, vigilaba desde la torre esperando inútilmente la ayuda de José Miguel Carrera. Junto a la iglesia se encuentra la casa parroquial. |                                                   |
| Plaza de los Héroes                               | Es la plaza más importante de esta ciudad. En este lugar se fundó la Villa Santa Cruz de Triana (nombre de fundación de la ciudad de Rancagua) y donde ocurrió la Batalla de Rancagua. Característico de esta plaza es que la cruzan dos calles, formando la "Santa Cruz". |                                                   |
| Catedral de Rancagua                              | La Iglesia Catedral de Rancagua, también llamada Parroquia El Sagrario de Rancagua, es el principal templo católico de la Diócesis de Rancagua. El templo data de 1876, y tiene una construcción de estilo dórico. |                                                   |
| El Viejo Rancagua                                 | Es un restaurante típico ubicado en el paseo Estado con calle Gamero. Se caracteriza por tener un ambiente bohemio y por su decoración con distintos elementos y fotografías de la historia de Rancagua. César Castillo Bozo era un asiduo visitante de este local. |                                                   |
| Museo Regional de Rancagua                        | El Museo Regional de Rancagua está formado por dos casas que datan del siglo XVIII y son los únicos vestigios de la época de la fundación de la Villa Santa Cruz de Triana, actual Rancagua. Ambas casas, llamadas Casa del Ochavo, y Casa del Pilar de la Esquina, se encuentran ubicadas frente a frente, separadas por el paseo Estado. Su estructura en torno a patios, con amplios corredores, techos de teja y gruesos muros de adobe, hacen de ellas un ejemplo de la arquitectura tradicional chilena. El museo cuenta con una colección permanente y variadas exhibiciones que se renuevan periódicamente. | Museo Regional de Rancagua.                       |
| Plazuela Marcelino Champagnat                     | El Museo forma parte de una Zona Típica de la ciudad de Rancagua, junto con la Plazuela Marcelino Champagnat (llamada antiguamente Plazuela Santa Cruz de Triana. Esta Plazuela fue construida los primeros años de la ciudad, como una forma de albergar a los fieles que asistían a la Iglesia San Francisco. | Plazuela Marcelino Champagnat                     |
| Instituto O'Higgins                               | El Instituto O'Higgins es uno de los principales colegios de la región. Está administrado por los Hermanos Maristas y fue fundado en 1915, ocupando una antigua casona colonial. |                                                   |
| Iglesia San Francisco                             | Una cuadra más al sur, llegando a Calle Millán se ubica la Iglesia de San Francisco. La iglesia actual fue construida en 1904 por los Franciscanos, quienes en el tiempo de la fundación habían tenido otra iglesia en la esquina de Estado con Ibieta (frente a la Plazuela Marcelino Champagnat). |                                                   |
| Casa de la Cultura                                | En la cuadra siguiente se encuentra la Casa de la Cultura, antigua construcción que formara parte de las Casas Patronales del Fundo El Puente, hijuela de la Hacienda El Carmen y que en la Batalla de Rancagua sirvieron de Cuartel al Estado mayor del coronel realista Mariano Osorio. La casa es Monumento nacional. Actualmente es un recinto donde se exponen obras artísticas. |                                                   |

## Prolongación
- Extremo Norte: Avenida Recreo (intersección Alameda).
- Extremo Sur: Avenida Cachapoal (intersección Avenida Millán).